# Vaurelhas
Vaurelhas (en occità Vaureilles) és un municipi francès situat al departament de l'Avairon i a la regió d'Occitània.

## Demografia
| 1962                                       | 1968 | 1975 | 1982 | 1990 | 1999 | 2006 |
| ------------------------------------------ | ---- | ---- | ---- | ---- | ---- | ---- |
| 513                                        | 573  | 509  | 454  | 441  | 434  | 484  |
| Des de 1962: població sense dobles comptes |      |      |      |      |      |      |

## Administració
| Període   | Identitat            | Partit |
| --------- | -------------------- | ------ |
| 2001-2008 | Bernard Cavalerie    |        |
| 2008-     | Jean-Louis Cavaignac |        |